# Венера от Галгенберг
Венера от Галгенберг или Галгенбергска Венера е статуетка от периода на праисторията, която датира от около 30 хилядолетие пр.н.е.
Открита е през 1988 г. край австрийското градче Щратцинг (Stratzing), Долна Австрия. Изработена е от серпентин – минерал със зеленикав цвят. Най-вероятно е имала култово предназначение. Висока е 7,2 см и тежи 10 грама.